# Retazos
Retazos Danza Teatro es una Compañía de Danza creada en la Ciudad de La Habana, Cuba en enero de 1987 por la profesora y coreógrafa Isabel Bustos Romoleroux. En Cuba, lleva también a cabo una labor cultural a través de la organización de varios festivales internacionales entr cuales está Habana Vieja: Ciudad en Movimiento. Retazos se convirtió en un centro de encuentro del mundo de la Danza contemporánea cubana e internacional. Desde 2005, Retazos desarrolla también una labor social haciendo la gestión del centro sociocultural “Teatro las Carolinas” ubicado en el casco histórico de la ciudad de La Habana destinado a la comunidad y a los artistas. 
También se le puede llamar a pedazo de papel reciclado o ya utilizado anteriormente 

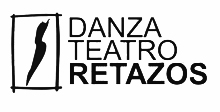
Retazos Danza Teatro

## La Compañía

### Historia
Esta iniciativa artística nace en 1987 de la necesidad de encontrar a partir del gesto natural y cotidiano un lenguaje que exprese contradicciones, aciertos y desaciertos de estos tiempos. Isabel Bustos inventa un lenguaje intimista desde una vanguardia creativa y singular proyección escénica.  
La compañía se expresa en una danza reflexiva, impredecible y vital que con su gestualidad e imagen se revela como un camino de la espiritualidad latinoamericana. 
Sus espectáculos han sido representados en Ecuador, México, Colombia, España, Italia, Paraguay, Francia, Holanda, Brasil, EE. UU., Suecia e Inglaterra.

### Coreógrafa y directora
Isabel Bustos Romoleroux estudió ballet en la Escuela Nacional de Arte de la Ciudad de La Habana. Perteneció a las Compañías Nacionales de Ecuador y de Cuba y realizó estudios superiores de coreografía en La Sorbona de Paris. 
Ejerció como profesora y coreógrafa en la Escuela Nacional de Danza Moderna y en la facultad de Artes Escénicas del Instituto Superior de Arte en Cuba. Ha impartido talleres de improvisación y clases magistrales, composición coreográfica y técnica de danza Contemporánea en Cuba, Ecuador, México, Inglaterra, Francia y EE. UU. 
En 1987 fundó la Compañía de Danza Teatro Retazos, con la cual ha realizado gran parte de su obra en Cuba. Sus obras fueron presentadas en numerosos países de Europa y América Latina. Además, ha creado coreografías para diferentes compañías profesionales, entre las que se destacan la “Unión Dance” de Inglaterra y la “Repertory Dance Theater” de EE. UU.

## Festivales organizados
La compañía Retazos Danza Teatro organiza varios festivales de alcance nacional e internacional. 

### "Habana Vieja: Ciudad en Movimiento"
Festival internacional de Danza en Paisajes urbanos, “el Callejero” tiene lugar cada año desde 1996 en  la Habana vieja. Artistas cubanos y foráneos toman posesión del centro histórico de La Habana, patrimonio de la humanidad. Las obras son presentadas en las plazas, los jardines,  las calles, los patios de las casas museos del casco histórico. Este evento artístico e insólito acerca al público espectador a la combinación de manifestaciones estéticas que se inspiran en la historia, arquitectura y diseño urbanísticos de una de las ciudades más hermosas y admiradas del mundo.  Desde 1999 “Habana vieja: ciudad en Movimiento” integra el circuito Internacional de Ciudades que Danzan, organización internacional fundada en Barcelona en 1992. 
El evento permite incentivar e intercambiar ideas y experiencias entre las culturas de los pueblos y crea un ambiente propicio para difundir y preservar identidades, modos de expresiones estéticas y culturas.

### Impulsos
Festival de jóvenes coreógrafos, encuentro con el fin de apoyar e impulsar la creatividad de los jóvenes coreógrafos brindándoles un espacio para intercambiar experiencias, generar y difundir propuestas que por su valor estético y humano enriquezcan la escena cubana.

### DV Danza Habana: Movimiento y Ciudad
Una plataforma de difusión, formación, reflexión y desarrollo del video danza en Cuba. Además de la muestra de los materiales audiovisuales son organizados encuentros, conferencias, debates, homenajes, talleres, performance y exposiciones que nos ayudan a compartir y dar progresión a las diversas posibilidades de conjunción del Audiovisual y la Danza.

## Centro cultural y social

### Sala de espectáculo y centro de exposición
El centro cultural Teatro las Carolinas sede de Retazos Danza teatro,  se ubica en el corazón de la habana vieja desde 2005. La oficina del historiador de La Habana puso a disposición este centro para la compañía. En el “Teatro las carolinas” se presentan varios espectáculos de danza de compañías cubanas y extranjeras; se realizan también exposiciones, talleres, clases magistrales, conferencias destinados a la comunidad y artistas.

### Trabajo artístico y social
Retazos se ha desarrollado como una entidad artística y sociocultural preocupada por contribuir al desarrollo cultural de La Habana Vieja desde una perspectiva participativa, interactiva y dinámica, incorporando la expresión artística en las propuestas de sus barrios y calles y manteniendo su propósito de convertirse en el vórtice de expresiones creativas que reflejen la identidad contemporánea de los habaneros.

### Talleres
Retazos tiene una larga experiencia en las realizaciones de Talleres y clases de Danza para los niños de La Habana. Desde 2005, el taller “Creatividad y movimiento” se realiza en su sede. Entre otros, estos Talleres de cultura comunitaria para los pobladores de La Habana Vieja desembocaron sobre proyectos como. “Reciclando Sueños” taller que plantea la creación y formación de elementos artísticos y escenográficos a partir de elementos reciclables como vía alternativa para la protección del medio ambiente y   “Jugando bajo el Sol” propuesta de rescate y formación de valores éticos a partir de juegos interactivos, cada una de las actividades y juegos que se lleven a cabo estarán concebidas de manera que los niños puedan participar directamente con sus padres, familia, etc.

## Producciones / coreografías
- Destinos  (2011)
- Tu no sospechas (2011)
- Quimeras  (2010)
- Sobrevivencia (2009)
- Trazas (2008)
- Me trae y me lleva (2008)
- Espérame en el cielo (2007)
- Azul (2007)
- Instantes (2006)
- Heredades (2006)
- Tránsitos (2005)
- Rostros (2005)
- La vida en Rosa (2005)

Otras Obras : 
- Momentos
- Mis ojos sin tus ojos
- Oscuras obsesiones
- Al filo exacto
- Andares
- Añoranzas
- El Viaje
- Frida
- Las Lunas de Lorca
- Peces en las Manos
- Proximidad
- Solamente una vez
- Carmina Burana

## externos
- Retazos Sitio oficial
- CubaEscena
- Presentación Retazos en Havana Cultura
- https://youtube.com/@danzateatroretazos7195?si=hM9nctf1hABcmkt4

- Datos: Q6106692